# 立山郵便局
立山郵便局（たてやまゆうびんきょく）
- 富山県中新川郡立山町にある郵便局。本記事にて記述する。

立山簡易郵便局（たちやまかんいゆうびんきょく）
- 鹿児島県西之表市にある簡易郵便局。局番号は78625。

立山郵便局（たてやまゆうびんきょく）は富山県中新川郡立山町にある郵便局。民営化前の分類では集配普通郵便局であった。

## 概要
住所：〒930-0299 富山県中新川郡立山町五百石79-6
民営化直前の集配業務再編において、多くの集配普通郵便局は統括センターとなったが、当局は配達センターとされたため、民営化後も郵便事業株式会社の支店は併設されず、集配センターが併設された。

## 沿革
- 1880年（明治13年）5月1日 - 松本開（まつもとびらき）郵便局（五等）として開設される[1]。
- 1885年（明治18年）10月1日 - 貯金の取扱を開始する[2]。
- 1886年（明治19年）4月26日 - 三等郵便局となる[1]。
- 1890年（明治23年）4月1日 - 五百石町郵便局に改称する[1]。
- 1892年（明治25年）3月16日 - 為替の取扱を開始する[2]。
- 1901年（明治34年）
  - 同年中 - 電信業務を開始[3]。
  - 9月1日 - 五百石郵便局に改称する[1]。
  - 12月5日 - 五百石郵便電信局となる[4]。
- 1903年（明治36年）4月1日 - 通信官署官制の施行に伴い五百石郵便局となる[1]。
- 1910年（明治43年）12月21日 - 電話通話事務を開始する[5][6]。
- 1913年（大正2年）2月1日 - 電話交換事務を開始する[2]。
- 1942年（昭和17年）6月21日 - 雄山郵便局に改称する[7]。
- 1949年（昭和24年）4月 - 前沢大見付にて局舎を新築[3]。
- 1954年（昭和29年）7月1日 - 立山郵便局に改称[8]。
- 1955年（昭和30年）9月1日 - 大森郵便局から電報配達事務の一部を承継する[9]。
- 1961年（昭和36年）
  - 5月10日 - 新川郵便局から集配業務を承継する[10]。
  - 9月1日 - 特定郵便局から普通郵便局に局種別を改定する[11]。
- 1965年（昭和40年）3月1日 - 釜ヶ淵郵便局から和文電報配達事務を承継する[12]。
- 1966年（昭和41年）7月 - 現在地に局舎を新築[3]。
- 1967年（昭和42年）10月7日 - 電話交換、和文電報配達、国際電報受付・配達及び欧文電報受付・配達の各業務を、立山電報電話局に移管する[13]。
- 1974年（昭和49年）4月1日 - 東谷郵便局の廃止に伴い、取扱事務を承継する[14]。
- 1987年（昭和62年）9月7日 - 新局舎（前田建設が建築工事を担当）にて業務開始[15]。局舎新築を記念し同月14日まで小型記念通信日付印を使用する[16]。
- 1999年（平成11年）10月1日 - 舟橋簡易郵便局の廃止に伴い、取扱事務を承継する[17]。
- 2000年（平成12年）8月14日 - 外国通貨の両替および旅行小切手の売買に関する業務取扱を開始する[18]。
- 2007年（平成19年）10月1日 - 民営化に伴い、併設された郵便事業富山南支店立山集配センターに一部業務を移管。
- 2012年（平成24年）10月1日 - 日本郵便株式会社発足に伴い、郵便事業富山南支店立山集配センターを立山郵便局に統合。
- 2017年（平成29年）3月6日 - 上市郵便局から「930-03xx」「930-04xx」区域の集配業務を移管。

## 取扱内容
- 郵便、印紙、ゆうパック、内容証明
- 貯金、為替、振替、振込、国際送金、外貨両替、国債、投資信託
- 生命保険、バイク自賠責保険、自動車保険
- 地方公共団体事務（立山町バス回数券の販売）
- ゆうちょ銀行ATM
- 中新川郡立山町内、舟橋村内および上市町内の集配業務

## 周辺
- 立山町役場
- 立山町民会館
- 富山県立雄山高等学校

## アクセス
- 富山地方鉄道立山線 五百石駅から南へ約400m（徒歩約5分）
- 北陸自動車道 立山ICから南西へ約2.5km
- 駐車場あり：9台